# Sandpoint
La ville de Sandpoint est le siège du comté de Bonner, dans l'Idaho, aux États-Unis. Sa population s’élevait à 7 365 habitants lors du recensement de 2010, estimée à 8 390 habitants en 2017. Elle est située sur la rive du Lac Pend Oreille.

## Histoire
En été, des tribus de Têtes-Plates y construisaient leurs campements pour pêcher, ramasser des baies et fabriquer des paniers en cèdre, avant de regagner à l'automne le Montana ou l'État de Washington. Cette pratique se perpétua jusque dans les années 1920. Dans les années 1880 la Northern Pacific Railroad y amena des communautés européennes et chinoises. En août, un écrivain et fonctionnaire de 29 ans, Theodore Roosevelt, visita Sandpoint lors d'une chasse au caribou dans les montagnes de Selkirk. Roosevelt rapporta combien l'environnement y était alors (et pour quelques décennies à venir) chahuté. Sandpoint fut officiellement incorporée en 1898. Le bois et les chemins de fer guidèrent son économie pendant près d'un siècle, après que les bucherons ont quitté la région surexploitée des Grands Lacs.

## Économie
Les principaux contributeurs économiques de Sandpoint comprennent les produits forestiers, l'industrie légère, le tourisme, les loisirs et les services gouvernementaux. En tant que plus grand centre de services dans les deux comtés du nord de l'Idaho (Bonner et Boundary), ainsi que dans le nord-ouest du Montana, il dispose d'un secteur de vente au détail actif. C'était le siège de Coldwater Creek (en).

## Démographie
Selon l’American Community Survey pour la période 2010-2014, 96,89 % de la population âgée de plus de 5 ans déclare parler l'anglais à la maison, 1,56 % déclare parler l'espagnol, 0,56 % le français et 0,98 % une autre langue.

## Personnalités liées à la ville
- Geneviève Pezet (1918-2009) née White à Sandpoint, peintre et sculptrice naturalisée française et signant ses œuvres du prénom Geneviève.
- Sarah Palin née en 1964 à Sandpoint, gouverneur de l'Alaska depuis 2006 et colistière du candidat républicain John McCain aux élections présidentielles américaines de 2008.